# Andamáni guvat
Az andamáni guvat (Rallina canningi) a madarak osztályának darualakúak (Gruiformes) rendjébe és a guvatfélék (Rallidae) családjába tartozó faj.

## Rendszerezése
A fajt Edward Blyth angol zoológus írta le 1863-ban, az Euryzona nembe Euryzona canningi néven.

## Előfordulása
Közigazgatásilag Indiához tartozó Andamán- és Nikobár-szigetek területén honos. Természetes élőhelyei a szubtrópusi vagy trópusi síkvidéki esőerdők, mangroveerdők, valamint mocsarak és egyéb vizes környezet. Állandó, nem vonuló faj.

## Megjelenése
Testhossza 34 centiméter, a nem legnagyobb faja. Tollazata nagyrészt barna, a hasa fekete fehér csíkozott. A lábai szürkés zöldek, a csőre sárga. A fiatal madár unalmasabb, és a hasa kevésbé csíkozott. Könnyen összetéveszthető a fahéjszínű vízicsibével (Porzana fusca), de kisebb, a lábai szürkés zöldek, és csőre sárga.

## Életmódja
Főként férgekkel, puhatestűekkel és rovarokkal táplálkozik, de fogyaszt kisebb halakat is.

## Természetvédelmi helyzete
Az elterjedési területe kicsi, egyedszáma 17 000 példány alatti és csökken, de még nem éri el a kritikus szintet. A Természetvédelmi Világszövetség Vörös listáján nem fenyegetett fajként szerepel.